# ارانتو
شهر ارانتو (به فرانسوی: Herenthout) در شهرستان تورنو در استان آنتوئر در منطقه فلاندری در کشور بلژیک واقع شده‌است.